# Надежда (фрегат учебный)
«Наде́жда» — учебный трёхмачтовый корабль (судно с полным парусным вооружением, в регистре значится как фрегат). В настоящее время принадлежит Федеральному государственному унитарному предприятию Дальневосточного бассейного филиала «Росморпорт». ИМО 8811986, позывной UABA.
Пятый парусный учебный корабль типа «Дружба».

## Строительство
Построено в Польше на Гданьской судоверфи в 1991 году по прототипу парусных судов начала XX века. Флаг Российской Федерации на корабле был поднят 5 июня 1992 года.
Прототипом проекта учебного парусника типа «Дружба» является проект учебного парусника типа «Дар Молодёжи».
Название паруснику было дано в честь легендарного шлюпа «Надежда», на борту которого российские моряки под командованием Ивана Крузенштерна и Юрия Лисянского впервые в истории отечественного флота совершили кругосветное плавание.
В качестве основного движителя, «Надежда» имеет полное парусное вооружение типа «корабль», состоящего из 26 парусов управляющихся исключительно вручную. В качестве вспомогательного движителя имеется один винт регулируемого шага приводимый двумя дизельными двигателями через редуктор. В основном используются для плавания в штормовых условиях, а также при входе и выходе из порта.

## Служба
Ранее «Надежда» принадлежала Морскому государственному университету им. Г. И. Невельского (Владивосток).
«Надежда» завоевала победы в международных регатах: «Sail Korea-2002», «Tall Ship 2007», двухсотмильной гонке от Нагасаки до Йосу в 2009 году, «СКФ Черноморская регата больших парусников 2014», а также почетные места в других соревнованиях.
В 2016 году, во время перехода из Новороссийска в Сочи фрегат получил повреждения. В результате была спилена фок-мачта и установлена заглушка. С ноября 2016 года по апрель 2017 года были проведены ремонтные работы по восстановлению мачты.

## Основные технические характеристики судна
- Длина наибольшая (с бушпритом) — 108,4 м
- Ширина наибольшая — 14,0 м
- Максимальная осадка — 6,6 м
- Водоизмещение — 2984 т
- Валовая вместимость 2297 рт
- Мощность двигателей — 2×468 кВт
- Высота грот мачты — 49,5 м
- Площадь парусов — 2771 м²
- Экипаж — 43 чел
- Количество мест для практикантов — 122
- Количество мест для руководителей практики — 6
- Спасательных плотов типа ПСН — 30 шт × 20 чел
- Запас пресной воды — 330 т
- Место постройки: Гданьская судоверфь (код проекта — B810/05)
- Главный конструктор: Зигмунд Хорен